# 青森県道253号長後川内線
青森県道253号長後川内線（あおもりけんどう253ごう ちょうごかわうちせん）は、青森県下北郡佐井村からむつ市川内町に至る一般県道である。

## 概要
下北郡佐井村長後字野平付近の国道338号から分岐し、むつ市川内町で青森県道46号川内佐井線に合流する。

### 路線データ
- 起点 : 下北郡佐井村大字長後[1]
- 終点 : むつ市川内町川内[1]

## 歴史
- 1975年（昭和50年）3月27日 - 県道に認定される[1]。

## 路線状況

### 道路施設
- 道の駅かわうち湖（川内ダム）

## 地理

### 交差する路線
- 国道338号（起点）
- 青森県道46号川内佐井線（終点）

### 沿線の施設など
- 川内ダム
  - かわうち湖
  - 展望所